# خلیل‌شهر
خَلیل‌شهر از شهرهای استان مازندران در شمال ایران است. این شهر، در بخش مرکزی شهرستان بهشهر قرار دارد.
این شهر در پنج کیلومتری شهر بهشهر و در ۲۰ کیلومتری غرب گلوگاه واقع شده‌است.
مردم خلیل‌شهر به زبان مازنی سخن می‌گویند  و ایرانی‌تبار هستند
براساس سرشماری سال ۱۳۹۵خ جمعیت این شهر برابر با ۱۹٬۴۲۱نفر جمعیت بوده‌است.
این شهر پیش از این از روستایی به نام خلیل‌محله از توابع دهستان پنج‌هزاره مرتبط با بخش شهرستان گلوگاه بوده‌است.
خلیل‌شهر، شهر نوبنیادی است که از تجمیع روستاهای ملامحله، گت زمین، رباط، مالیکلا، کشیرخیل، عموزادمحله، علمدارمحله، رکاوند، و کلاک به وجود آمده‌است. مرکز خلیل‌شهر بین محله رباط و علمدارمحله‌است.
شهر نوبنیاد خلیل‌شهر به عنوان چهل وهشتمین شهر مازندران معرفی شد.
قسمت اعظمی از جمعیت خلیل شهر که شامل مردم محله‌های ملامحله، گته‌زمین، رباط، مالیکلا، کشیرخیل و عموزادمحله می‌باشند از طایفه خلیل می‌باشند.
این شهر کوچک در دامنه کوه جهان مورا قرار دارد. خلیج گرگان و تالاب میانکاله در شمال و جنگل انبوه دامنه شمالی کوه جهان مورا در پیرامون آن جای دارد. شاخه‌های رودخانه کلاک (سفیدرود) زمین‌های این آبادی‌ها را قطع نموده و دره بسیار عمیقی در برخی نقاط تشکیل داده‌است.

## تاریخ

### پیشدادیانوکیانیان
در اسطوره‌های ایرانی، تَمیشَه (بهشهر کنونی) اقامتگاه فریدون پادشاه ایرانیان خوانده شده‌است. در شاهنامه گفته شده که شهر تَمیشَه (بهشهر کنونی) دومین پایتخت فریدون، پس از آمل، بوده‌است.
بنای تَمیشَه (بهشهر کنونی) را به فریدون نسبت داده‌اند. فردوسی تَمیشَه (بهشهر کنونی) را تختگاه دوم فریدون خوانده‌است. ابن اسفندیار به نقل از شاهنامه آورده‌است: «فریدون پس از پیروزی بر ضحاک تمیشه را پایتخت کرد». ظهیرالدین مرعشی آورده‌است: «چون آفریدون پیر شد، مقام خود در تمیشه بساخت و این تمیشه… اکنون خرابه است و تمیشه کوتی می‌خوانند و هنوز اطلال و دمن آن در موضعی که بانصران می‌خوانند، ظاهر است.» واژه «کوت» در زبان مازنی منطقه به معنی انباشته، انباشته شده و روی هم قرار گرفته می‌باشد. منظور ظهیرالدین مرعشی از تمیشه کوتی به‌نظر می‌رسد که خرابه‌های انباشته شده شهر بوده‌است. پژوهشگران در ارتباط با نام «بانصران» (یا بانسرا یا بانوسرا) که امروزه مکانی مشتمل بر زمین‌های مسطح و کشاورزی است، باور دارند که این واژه شکل بومی واژه «بانوسرای» است که احتمالاً باید نام یکی از کاخ‌هایی باشد که اسپهبد خورشید برای یکی از زنان خود ساخته بود.ابن اسفندیار آورده‌است: «گرشاسف ایرانی در حمله‌ای به سرزمین‌های شرقی، فغفور چین (پادشاه چین) را با هشتاد پادشاه دیگر توسط نریمان به تمیشه نزد فریدون فرستاده بود». در مجمل التواریخ و القصص نیز دربارهٔ پایتخت فریدون آمده‌است: «پس به گرگان ببود، اول به زمین بابل بنشست، پس دارالملک به تمیشه بساخت و طبرستان».
بنا بر گواهی افسانه‌ای، قریه‌ای که اکنون به «کوسان» (به پارسی: کوهستان) مشهور است زمانی «طوسان» نام داشت که به دست توس پسر نوذر که از خاندان کیانیان بوده بنیاد شده‌است و سبب بنایش را آن دانند که توس پسر نوذر فرمانده لشکر کیخسرو بود که در امور پادشاهی همواره کار شکنی می‌نموده و با فریبرز پسر کی‌کاووس هم آهنگی نشان می‌داد، از این رو هنگامی که کیخسرو بر حریفان خود غالب شد با جمعی از خاندان نوذر به جانب تپورستان روانه شد و مدتی را در بیشه «ناروَن»، که یکی از نواحی تپورستان بود، پناه گرفت و چندی بعد قصبه‌ای در «پنج‌هزاره» (بهشهر کنونی) در مکانی که مشهور به کوسان بود، ساخت و آن را «طوسان» نامید.

### سلوکیانواشکانیان
در زمان لشکرکشی آنتیوخوس سوم سلوکی به سرزمین هیرکانی برای رویارویی با اشکانیان، پس از گذر او از کوه البرز از بخشی به‌نام «تامبراکس» نام برده شده که ممکن است همان تَمیشَه (بهشهر کنونی) باشد.

### ساسانیان

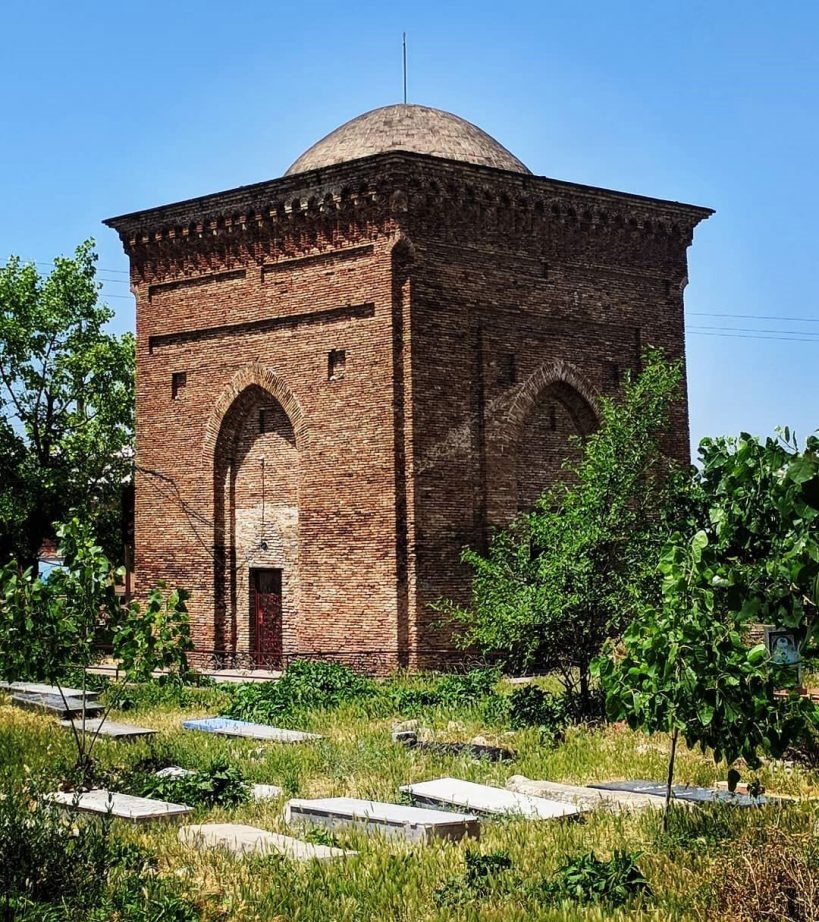
آتشکده کاووس که در دورهٔ ساسانی به دست کاووس ساخته شد.

تَمیشَه (بهشهر کنونی) دوران ساسانیان نیز شهری آباد بوده و با ساری شانزده فرسنگ دوری داشت. آنچه مسلم است فرمانروایی شرقی پتشخوارگر با خانواده کشنسف بوده‌است این خاندان تا سال ۵۲۸م در پتشخوارگر فرمانروایی داشته‌اند و در این سال چون فرمانروایی پتشخوارگر به فرمان قباد یکم به پسر بزرگش کاووس که یکی از سر سپردگان و هواداران سرسخت دین مزدک بود آشکاراً برچیده شد و کاووس رسماً شاه پتشخوارگر گردید و پایتخت او هزارجریب و کیاسر بود. در منابع آمده‌است انوشه‌روان دادگر به آن شهر رفته و زمانی را در آنجا گذرانده و دستور گستره شهر و ساخت بارو و دیوار دفاعی تَمیشَه (بهشهر کنونی) را به جهت جلوگیری از یورش‌های تُرکان و قبایل شرقی داده‌است، انوشه‌روان دادگر در شرق تمیشه دیوار آجری مار سرخ را ساخت تا از تازشات قبایل تُرک به تپورستان جلوگیری کند. تَمیشَه (بهشهر کنونی) شرقی‌ترین شهر تپورستان و در مرز تپورستان و گرگان بوده‌است. ابن رسته تمیشه را نخستین شهر تپورستان از مشرق معرفی کرده و انوشه‌روان دادگر را بنا کننده شهر خوانده و از دیوار تمیشه که میان تپورستان و گرگان کشیده شده و مسجد جامع و جمعیت فراوان شهر یاد کرده‌است. از کاووس پسر قباد یکم فرزندی ماند به نام شاپور که در نزد عمویش انوشه‌روان دادگر بسیار گرامی بود و در دربار می‌زیست و پس از مرگ انوشه‌روان دادگر به تپورستان رفته و در آتشکده کاووس پیرامون کیاسر و هزارجریب به سر برده و مردم تپورستان دلبستگی و گرایش زیادی به او پیدا کردند. هنگام یورش اعراب به ایران و فرار یزدگرد سوم، وی (یزدگرد سوم) از خراسان به تپورستان آمد و مانند پدرش شهریار (پسر خسرو پرویز و شیرین)، در آتشکده کاووس (غرب بهشهر) گوشه‌نشین شد و به نیایش مشغول گردید. پس از یورش اعراب به ایران، باو نوه کاووس از یزدگرد سوم در ری جدا شد و به کوسان رفت و آشکاراً انگیزه داشت پس از جمع‌آوری سپاهی به یزدگرد سوم بپیوندد و با تازیان به نبرد برود ولی به این خواسته خود نرسید زیرا که یزدگرد سوم به سرزمین خراسان رسید و در همان‌جا کشته شد. آنگاه که جریان مرگ یزدگرد سوم به گوش وی رسید در آتشکده کاووس گوشه‌نشین شد و با سر تراشیده به نیایش و ستایش مشغول شد.[منبع بهتری نیاز است]

### پس از اسلام
(بخشی از مقاله یورش تازیان به تبرستان)
پژوهشگران بر این باورند که به دلیل وجود رشته کوه‌های البرز ورود نیروهای تازنده به سرزمین تپورستان و گیلان تقریبان میسر نبوده، لذا تنها راه دسترسی و مدخل ورود تازیان و دیگر نیروهای تازنده تنها از روش بود که از سرزمین قومس به گرگان می‌رسیده که امروزه به گردنه «خوش ییلاق» مشهور است. بدین جهت نخستین شهری که مورد یورش نیروهای تازنده قرار داشته گرگان بوده و سرداران خلفا هرگاه که به انگیزه چیرگی تپورستان می‌آمده‌اند پس از گذشت راه قومس به گرگان بناچار در آغاز با گرگانیان رو در رو شده و سپس به تمیشه و درون تپورستان یورش می‌بردند. بدین سان تمیشه نخستین شهر تپورستان از سمت شرق و مدخل تپورستان و بنوعی پرچمدار نبرد با تازندگان تازی، تُرک و مغول و… بوده‌است.
بسال سی‌اُم هجرت به خلیفه سوم عثمان بن عفان خبر رسید که مردم خراسان به دین پیشین مزدیسنا برگشته‌اند. عثمان، سعید بن عاص بن امیه را با سپاه مدینه به خراسان فرستاد و به عبدالله بن عامر والی بصره نامه کرد که با سپاه بصره به خراسان شود. عثمان بن عفان در نامه خود به این دو وعده داده بود هر یک از اینها پیروزی یابد، بر خراسان فرمانروا شود. عبدالله پیش از سعید بن عاص به خراسان شد و تا نیشابور بگشاد. سعید بن عاص از کوفه درآمد و چون چنان دید به گرگان شد. مردم گرگان در حصار شدند و با او صلح کردند. دویست هزار درخم بازستاند و ایشان را به مسلمانی آورد. سپس آهنگ تبرستان نمود. طبری آورده‌است «بعد نخستین، شهریست تمیشه خوانند با ایشان حرب کردند، چنان‌که نماز خوف (نماز وحشت) کرد به حرب اندر، پس از مردمان صلح خواستند بر آنکه از ایشان یک تن را نکُشد. او شرط را پذیرفت و چون از حصار بیرون آمدند همه را بکشت و یک تن را دست بازداشت و گفت چنین شرط کردم که یک تن را نکُشم گفتند که ما بدین سخن چنان خواستیم که هیچ‌کس را نکُشی. وی گفت من یک تن را خواستم که نکُشم و از آنجا به تبرستان شد و همه را بگشاد و با سپاه بازآمد و به مدینه باز شد و مردمان تبرستان بگاه عمر بن خطاب، سوید بن مقرن مسلمان کرده بود تا گرگان، باز مرتد شده بودند تا سعید بن عاص بیامد بگاه عثمان بن عفان و باز چون سعید بن عاص بازگشت دیگر باره بازایستادند»
به‌هرحال در اینجا نیز گشودن طبرستان به حقیقت مقرون نیست و پیداست که پیشرفت تازیان از حد تَمیشَه (بهشهر کنونی) که در مرز گرگان و طبرستان بوده فراتر نرفته و از حواشی طبرستان به درون آن راه نیافته و به قلمرو اسپهبد نرسیده‌اند
تَمیشَه (بهشهر کنونی) شهری بود در جوار غربی خندقی که به امر فرخان بزرگ برای بازداشتن تُرکان از هجوم به قلمرو او حفر شده بود. ابن فقیه همدانی در گفتن تَمیشَه (بهشهر کنونی) و دربند آن در البلدان نوشته‌است «نخستین شهر طبرستان از سوی گرگان طمیش است و آن در مرز گرگان افتاده‌است و دروازه‌ای کلان دارد که هیچ‌یک از طبرستانیان نتوانند از آن جای بیرون آیند و به گرگان شوند جز از همین دروازه زیرا دیواری از آجر و آهک از کوه تا دل دریا کشیده شده‌است آن دیوار را خسرو انوشیروان ساخت تا تُرک را از تاراج طبرستان بازدارد. در طمیش خلق بسیار هستند …» و هم در بلدان آمده‌است که بلاذری گفته تبرستان را هشت‌خوره است. از آنها خوره ساری، آمل و… ارم خواست بالا و ارم خواست پائین و مهروان و اسپهبدان و نامیه و طمیش و… میان نامیه و ساریه و طمیش بیست فرسنگ است. به گفته ابن اسفندیار تمیشه در دوران دابویگان، نشستگاه جانشین تبرستان بود و پس از مرگ اسپهبد دادمهر، فرزندش خورشید که کودکی خردسال و جانشین وی بود به تمیشه رفت و عموی وی فرخان کوچک که فرمانروایی تپورستان به وی تفویض شده بود تا رسیدن خورشید به سن بلوغ در کاخ اسپهبدان در ساری بر تپورستان شهریاری کرد.
تَمیشَه (بهشهر کنونی) پس از اسلام در یورش‌های مکرر لشکریان خلفا، بارها مورد تاخت‌وتاز قرار گرفت و ایستادگی کرد و مردم آن کشتار همگانی گردیدند. تَمیشَه (بهشهر کنونی) در جریان شورش مازیار و درآینده کشاکش خاندان‌های محلی تپورستان نیز بارها مکان درگیری بوده.
پژوهش‌های بکار آمده از نوشتارهای تاریخی نشان می‌دهد که در سده سوم قمری دین اسلام درشکل علویان تبرستان در این بخش رهیافت.[نیازمند منبع]

### مغولانوتیموریان
کبودجامه (بهشهر کنونی) دوران یورش مغول به ایران و زمان چنگیزخان، امیران این شهر با والیان مغول همکاری داشتند و از همدست‌هایشان بشمار می‌رفتند.[نیازمند منبع]
تَمیشَه و کبودجامه (بهشهر کنونی) دوران یورش تیمور لنگ به این شهر، ویران شد. همچنین شهری به نام روغد در نزدیکی آن برای همیشه از برگ روزگار ستردن شد.

### صفویان،افشاریانوقاجاریان

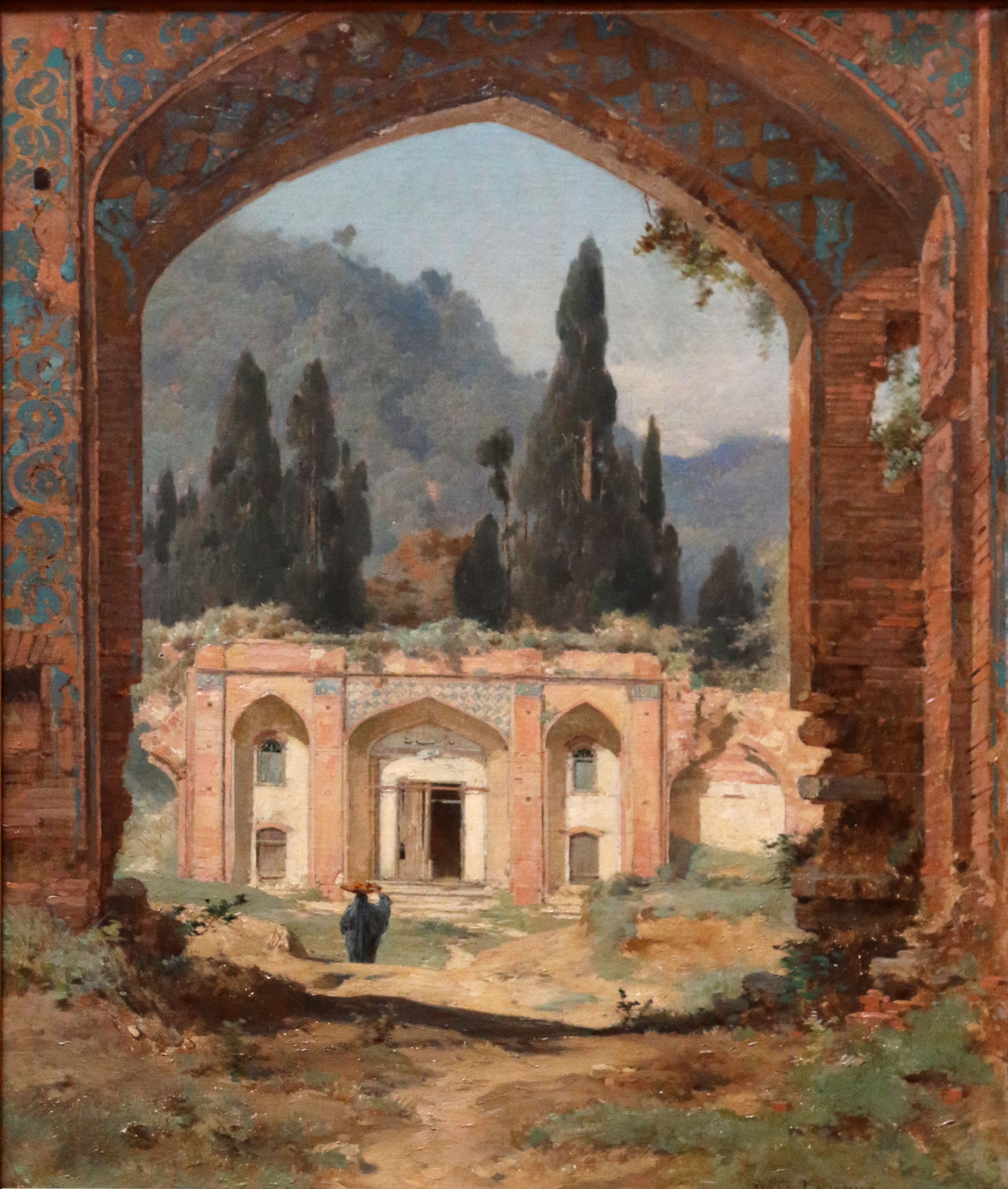
کاخ چهل‌ستون بهشهر اثر ژول لورانس (پیش از ۱۸۹۴م)، کاخی که شاه عباس بزرگ در آن درگذشت.

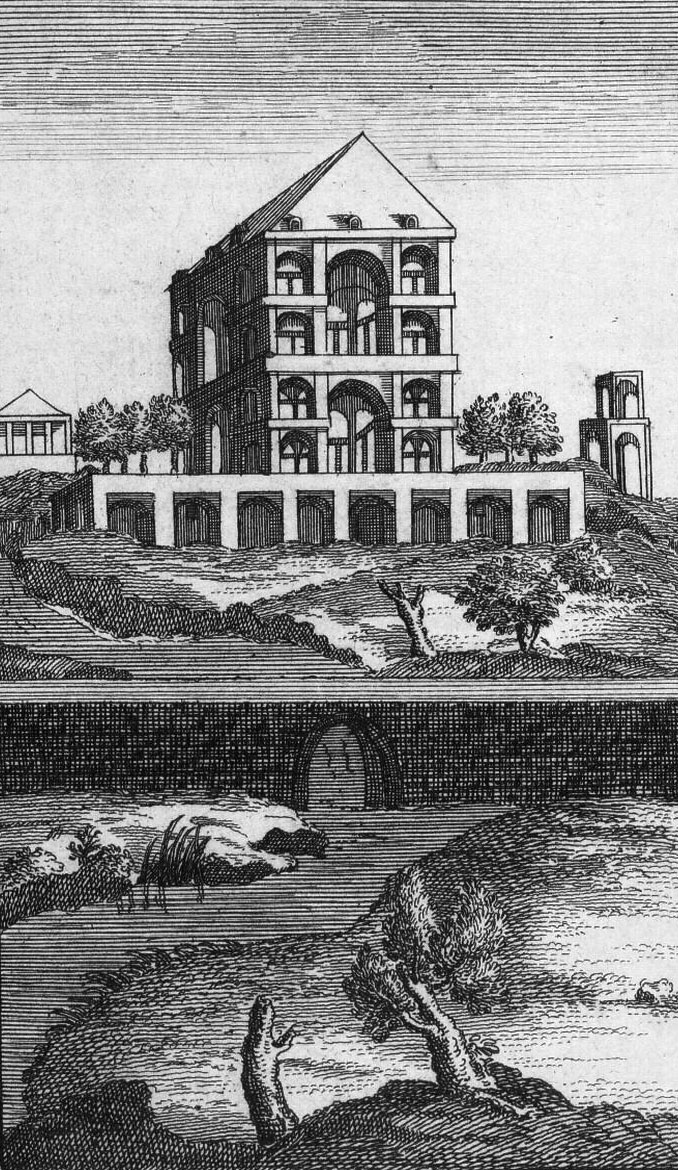
کاخ صفی‌آباد اثر ژان شاردن، کاخی که به دستور شاه عباس بزرگ بنا شد و در دوران شاه صفی یکم گسترش پیدا کرد.

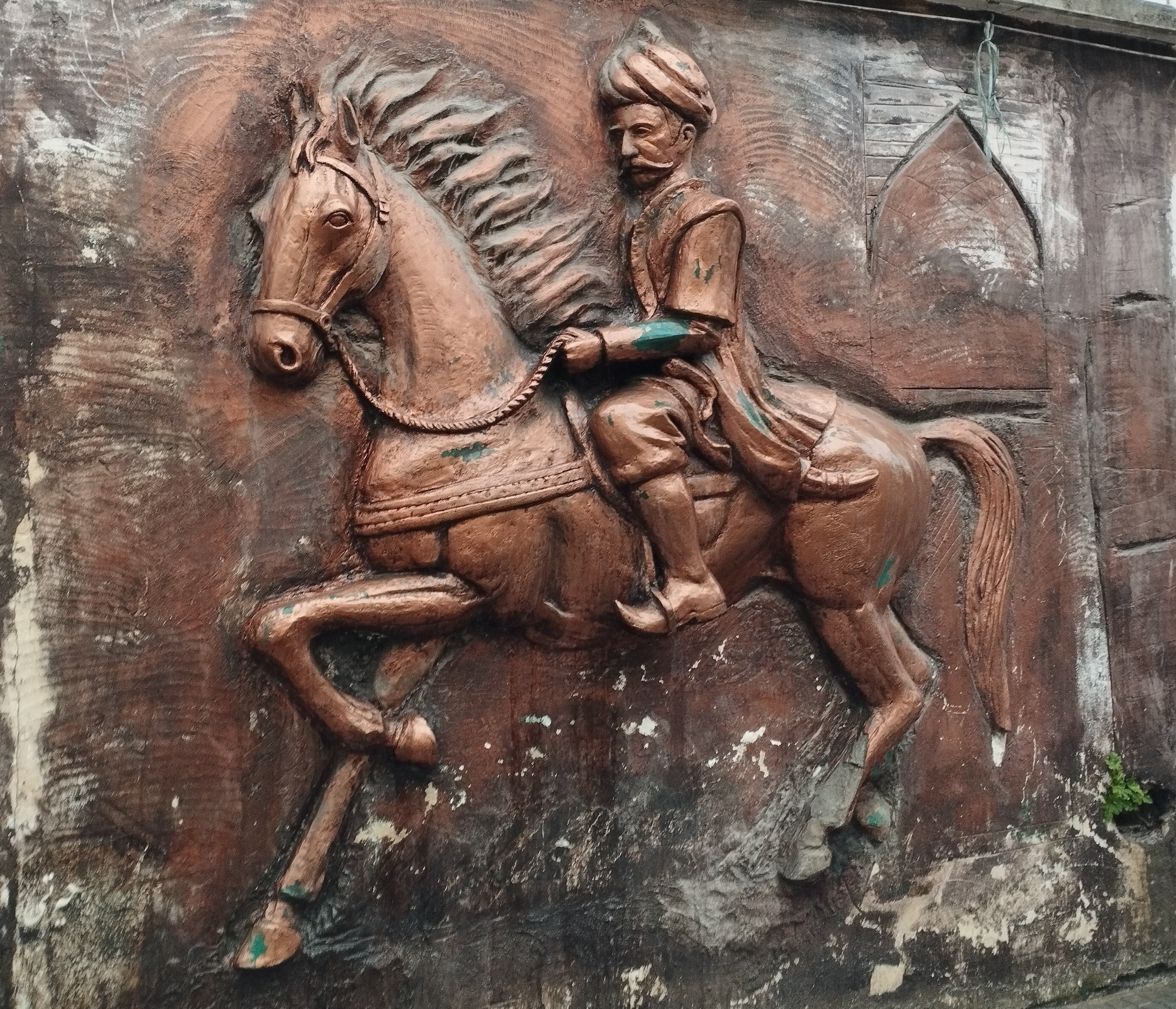
تندیس شاه عباس بزرگ در بهشهر

اشرف‌البلاد (بهشهر کنونی) دوران شاه عباس بزرگ و صفویان شکوفا و شهری آباد بود. شاه عباس بزرگ همیشه به این‌که از سمت مادری مازندرانی بود افتخار می‌ورزید؛ در این مکان روستایی بود به نام خرگوران که به پیرزنی تعلق داشت و شاه عباس بزرگ آن را از او خرید و در این مکان شهری را در سال ۱۰۲۲ق بنا کرد. مادر او (خیرالنساء بیگم اشرف الملوک) از اهالی خرگوران (بهشهر کنونی) بود. شاه عباس بزرگ در سال ۱۰۳۲ق اشرف‌البلاد (بهشهر کنونی) را گسترش داد. شاه عباس بزرگ با مسافرت به اشرف‌البلاد (بهشهر کنونی)، این شهر را پایتخت تابستانی خود ساخته. شاه عباس بزرگ بناهایی را در اشرف‌البلاد (بهشهر کنونی) بنا نهاد که می‌شود از آنها به باغ عباس‌آباد، چشمه عمارت، کاخ چهل‌ستون و کاخ صفی‌آباد اشاره کرد. شاه عباس بزرگ هرگاه به تبرستان می‌آمد، اشرف‌البلاد (بهشهر کنونی) را به دیگر نقاط آن ترجیح می‌داد. باشندگان این شهر از تیره‌ها گوناگون تشکیل شده بود، از جمله چندین هزار گرجی بهشهر (گرجی‌محله) نیز در دوران تازش‌های شاه عباس بزرگ به گرجستان، گرجی‌ها از قفقاز به اشرف‌البلاد (بهشهر کنونی) کوچانده شده‌اند، همچنین گروهی از خانواده‌های تالشی لنکران که از کرانه‌های دریای کاسپین آمده بودند و گروهی از تات‌ها که یکی از قبایل ایرانی بود. احتمالاً نخستین گروه نمایندگان سیاسی پادشاهی انگلستان در اشرف‌البلاد (بهشهر کنونی) به حضور شاه عباس بزرگ رسیدند. سرانجام شاه عباس بزرگ پیش از برآمدن آفتاب روز جمعه ۲۴ جمادی‌الاول سال ۱۰۳۸ق در کاخ چهل‌ستون بهشهر درگذشت. عالم‌آرای عباسی دربارهٔ علت مرگ او می‌نویسد: «چند روز قبل از آن در شکارگاه، پادشاه در خوردن و آشامیدن طعام افراط کرد و در بازگشت، به سبب سنگینی بار معده دچار تب شد و در اندک مدتی از اوج کمال به حضیض وبال رسید.»
دوران شاه صفی یکم نیز کاخ صفی‌آباد گسترش پیدا کرد.[نیازمند منبع]
اشرف‌البلاد (بهشهر کنونی) در اثر جنگ‌های داخلی تازش‌های ترکمن‌ها، افغان‌ها و تازش‌های سپاهیان زند صدمات فراوان دید و به‌طور پی‌درپی ویران شد.
نادرشاه در دوران شاهنشاهی خود هنگامی که اعزام نبرد با لزگی‌ها بود زمانی را در این شهر سپری کرد و در آبادانی اشرف‌البلاد (بهشهر کنونی) بسیار کوشید. از جمله کاخ چهل‌ستون بهشهر را که هنگام نابسامانی‌های دوران شورش افغان‌ها ویران شدهٔ بود، بازسازی کرد.[نیازمند منبع]
در دورهٔ قاجاری، محمدحسن‌خان قاجار (پدر آقامحمدخان) گرایش زیادی نسبت به اشرف‌البلاد (بهشهر کنونی) داشت و در دوران فرمانروایی خود بیشتر در این شهر ماندگاری می‌کرد.
در آغاز قدرت یافتن آقامحمدخان، ناوگان جنگی روسیه برای احداث پایگاه نظامی در کناره‌های جنوبی دریای مازندران، اشرف‌البلاد (بهشهر کنونی) را اشغال کردند.
جهانگردان اروپایی که در دورهٔ قاجاری از اشرف‌البلاد (بهشهر کنونی) دیدن کرده‌اند، آنجا را شهری نیمه ویران وصف نموده‌اند (مانند ژول لورانس و یاسنت لویی رابینو).
رکن الاسفار، از درباریان دورهٔ ناصری، در سفرنامه خود وجه تسمیه دیگری را برای اشرف (بهشهر کنونی) ذکر می‌کند. او باور داشت زمانی که شاه عباس بزرگ این شهر را به صورت مدرن و امروزی بنا نهاد، پاره‌ای از درباریان گفتند «هذا اشرف من فرح آباد» و همین کلمه به مذاق شاه خوش آمد. ناصرالدین‌شاه در سفر نخست خود به مازندران (۱۲۸۳ق) چند روزی در اشرف‌البلاد (بهشهر کنونی) اقامت کرد و دستور داد تا کاخ‌های ویران شده را بازسازی نمایند که در سفر دوم خود در ۱۲۹۲ق هنوز بازسازی آن به اتمام نرسیده بود.[منبع بهتری نیاز است]
به گفته یاسنت لویی رابینو بهشهر در زمان قاجار هفت محله به نام‌های نقاش‌محله، بازارمحله، گرجی‌محله، فراش‌محله، چشمه‌سر، باغ‌شاه، گالش‌محله بود.

## جمعیت
بر اساس سرشماری سال ۱۳۹۵ جمعیت این شهر برابر با ۱۹٬۴۲۱ نفر جمعیت بوده‌است. مردم خَلیل‌شهر به زبان مازنی سخن می‌گویند و از قومیت تبری و ایرانی‌تبار هستند.

## بوجود آمدن و تاریخچه
مردم خلیل‌شهر به زبان مازنی سخن می‌گویند و از قومیت تبری و ایرانی‌تبار هستند به باور برخی نیاکان بومی ریشه این طایفه به منطقه استانجان هزارجریب می‌رسد. در حدود سال ۱۱۲۰خ، طایفه‌های ایل خلیل از روستای استاجنان که در منطقهٔ کوهستانی نظیر بهشهر قرار داشت، به محل کنونی «خلیل‌شهر» کوچ نمودند. به گفتهٔ نیاکان بومی این شهر، در ابتدا طایفهٔ خلیل از سمت خراسان به مازندران آمده‌اند و در روستای استاجنان ساکن شدند. طایفه‌های ایل خلیل در خلیل‌شهر عبارت اند از:

۱- طایفهٔ خلیل خلیلی

۲- طایفهٔ عموزاد خلیلی

۳- طایفهٔ باقری خلیلی

البته ایل خلیل به طایفه‌های مذکور محدود نمی‌شود و پس از مدتی طایفه‌های دیگری نیز گسترش یافتند. آنگاه روستای خلیل محله که شامل چندین ده در یک راستا و با فاصله بودند پدید آمد که در ابتدا شامل پنج ده: «۱- کشیرخیل -۲- عموزاد محله -۳- ملامحله -۴- مالیکلا -۵- گت زمین» می‌شده‌است. اولین مدرسه در خلیل محله در سال ۱۳۱۴ خورشیدی تأسیس شده‌است.
روستای خلیل محله یک روستای طولی بوده‌است؛ یعنی در امتداد یک رود تشکیل شده‌است؛ قبل از آن که این روستا تبدیل به شهر شود به آن خلیل محله گفته می‌شد. روستای خلیل محله در امتداد رودی به نام اسپی رود که از سمت جنوب به شمال کشیده شده‌است پدید آمده‌است. ده‌های خلیل محله به مرور زمان گسترش یافتند و به یک دیگر متصل شدند و یک جادهٔ اصلی آن‌ها را به یک دیگر مرتبط می‌ساخت. بزرگراه اصلی (بلوار امام رضا) از شمال این روستا گذر می‌کرده‌است که البته محله‌های کلاک و رکاوند نیز در شمال این بزرگراه گسترش یافتند. بعد از مدتی این روستا ممتد و حالت روستای طولی را به خود گرفت. آنگاه روستای خلیل محله به شهر خلیل شهر تبدیل شد. کنون شهرداری مختص خود را دارد.
عده ای از طوایف ایل خلیلی در اطراف کیاسرشت و سوادکوه و فیروزکوه سکونت دارند. گروه دیگر از این ایل در ارجمند و قزنچاه سکونت دارند و به خلیلی ارجمندی و خلیلی قزنچاهی معروف هستند.

## امکانات و دیدنی‌ها

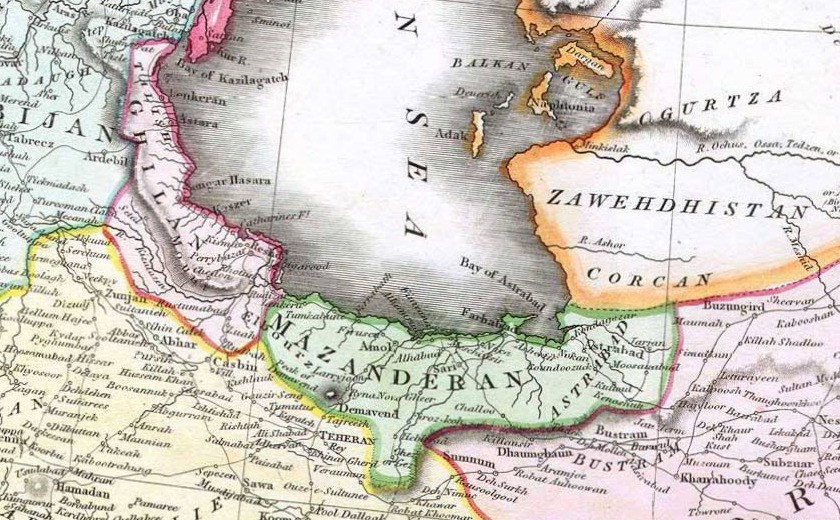
نقشه قدیم مازندران ۱۸۱۴ میلادی

کشت و کار در پیرامون خلیل‌شهر شامل درختان انار و هلو و انواع نارنگی، درختان صنعتی مانند صنوبر و اوکالیپتوس، و کشتزارهای توت فرنگی و تمشک می‌شود.
یک چشمه بنام سید علی چشمه در ۶ کیلومتر جنوب شرقی داخل جنگل لوله‌کشی شده و ۹ روستا (عموزادمحله، گته‌زمین، مالیکلا، ملامحله، رباط، کرمانی محله) از این لوله‌کشی استفاده می‌کنند و کشیرخیل از چشمه دیگری استفاده می‌کند.
از اماکن تفریحی شهر می‌توان به پارک جنگلی سرخ‌اُو دریای خلیل شهر و امامزاده یوسف و امام زاده حسن رضا و از اماکن ورزشی آن می‌توان به باشگاه کشتی کشیرخیل، باشگاه کوثر (فوتسال، کونگ‌فو، ووشو، کیوکوشین) رباط، باشگاه مالیکلا و باشگاه رکاوند و باشگاه پوریای ولی اشاره کرد. مراکز آموزشی آن دانشگاه پیام نور یک دبیرستان پسرانه و یک دبیرستان دخترانه، چهار مدرسه راهنمایی و چهار مدرسه ابتدایی هستند.
مراکز تولیدی:
- ۴ واحد کارخانه شالیکوبی
- شرکت تولیدی آجر سفالی مروارید
- شرکت تولیدی نئوپان ۲۲ بهمن
- شرکت تولیدی پنیر
- کارخانه تولید آرد گندم
- کارخانه ریسندگی و بافندگی اکریلتاب
- کارخانه صنایع پلاستیک فدک تولیدکننده انواع سبدهای پلاستیکی ودوک‌های کارخانجات نخریسی واقع درخیابان آیت‌الله رحمانی

مجتمع تجاری بهار در محور بهشهر - گلوگاه - گرگان (محدوده مصوب خلیل‌شهر) در کیلومتر هشت خلیل‌شهر از نقاط تجاری آن است.
- کارگاه تولیدی قدرت امیدی که از بزرگترین مراکز صنعتی تولیدکننده ادوات کشاورزی اعم از تریلی تراکتور، دیسک، گاوآهن، مخازن آب و … در منطقه می‌باشد.[۲۷]

## اعضای شورای شهر (دوره ششم)
اعضای اصلی:
1. ابوالقاسم محمدیان
2. محمد رضا باقری خلیلی
3. سید حسن حسینی رکاوندی
4. رضا عموزاد خلیلی
5. عبدالله مسلمی

اعضای علی‌البدل:
1. موسی محمدپور خلیلی
2. قاسم نصیری خلیلی

۳- مهدی عموزاد خلیلی